# Bói cá bé châu Phi
Bói cá bé châu Phi (danh pháp hai phần: Ispidina picta) là một loài chim thuộc họ Bồng chanh. Loài này ăn côn trùng và sinh sống ở vùng nhiệt đới châu Phi, chủ yếu là trong môi trường sống rừng. Một số văn bản này đề cập danh pháp loài này là Ceyx pictus.
Loài này dài khoảng 12–13 cm chiều dài. Đây là loài chim nhỏ.
Phụ loài natalensis hiện diện ở phía nam của vùng phân bố này có phần bụng nhạt màu và một đốm màu xanh phía trên mảng lông tai màu trắng. Phần lông tai của chim non có màu tím nhạt hơn và mỏ màu đen chứ không phải màu cam. Loài này thường được tìm thấy sống đơn lẻ hoặc theo cặp. Loài bói cá bé châu Phi được tìm thấy trong rừng, hoang mạc và rừng ven biển. Là loài ăn côn trùng, nó không sống gần với các vùng nước.